# Magnus Andersen (Politiker)
Magnus Kristoffer Andersen (* 20. März 1916 in Andenes, Andøy; † 11. Dezember 1994 in Bø (Nordland)) war ein norwegischer Fischer und Politiker der Arbeiderpartiet, der acht Jahre lang Mitglied des Storting sowie zwischen 1963 und 1965 in der vierten Regierung von Ministerpräsident Einar Gerhardsen erstmals Fischereiminister war. Das Amt des Fischereiministers bekleidete er erneut von Januar bis Oktober 1972 in der ersten Regierung von Ministerpräsident Trygve Bratteli.

## Leben

### Fischer, Fischereifunktionär und Minister in der vierten Regierung Gerhardsen
Andersen, Sohn des Arbeiters, Seemann und Fischers Jens Ole Andersen und dessen Ehefrau Inga Andersen, begann nach dem Schulbesuch wie sein Vater 1932 eine berufliche Tätigkeit als Fischer und war in diesem Beruf bis 1955 tätig. In dieser Zeit besuchte er zwischen 1933 und 1934 einen Kurs an der Handelsschule und begann Anfang der 1950er Jahre auch seine politische Laufbahn in der Kommunalpolitik, als er 1951 für die Arbeiderpartiet Mitglied des Gemeinderates von Bø wurde und diesem bis 1955 angehörte.
Nachdem er 1955 seine eigene berufliche Tätigkeit als Fischer aufgegeben hatte, wurde er Vorsitzender des Norwegischen Fischerverbandes (Norges Fiskarlag), dessen Landesvorstand er bereits seit 1951 als Mitglied angehört hatte. Die Funktion als Vorsitzender des Fischerverbandes übte er bis 1963 aus. Zugleich war er zwischen 1960 und 1965 Vize-Vorstandsvorsitzender der Garantiekasse für Lofoten-Fischer sowie von 1961 bis 1963 auch Vorsitzender des Ausschusses für Lofoten-Fischerei.
Am 25. September 1963 wurde er von Ministerpräsident Einar Gerhardsen als Fischereiminister (Fiskeriminister) in dessen vierte Regierung berufen, der er bis zum Ende von Gerhardsens Amtszeit am 12. Oktober 1965 angehörte.

### Storting-Mitglied
Bei der Wahl vom 13. September 1965 wurde Andersen als Kandidat der Arbeiderpartiet erstmals zum Mitglied des Storting gewählt und vertrat in diesem bis zur Wahl am 10. September 1973 die Interessen des Fylke Nordland, wobei er jeweils den ersten Listenplatz einnahm.
Während seiner Parlamentszugehörigkeit war er vom 15. Oktober 1965 bis zum 24. Januar 1972 Vize-Vorsitzender des Storting-Ausschusses für Schifffahrt und Fischerei. Zugleich fungierte er zwischen dem 1. Oktober 1969 und dem 24. Januar 1972 auch als Vize-Vorsitzender des Mandatsprüfungsausschusses des Storting. Gleichzeitig war er zwischen 1968 und 1972 auch Vorstandsvorsitzender der Staatlichen Fischereibank (Statens Fiskarbank).

### Minister in der ersten Regierung Bratteli
Nach dem Rücktritt des bisherigen Fischereiministers Knut Hoem am 24. Januar 1972 im Zusammenhang mit den angestrebten Verhandlungen für einen Beitritt Norwegens zu den Europäischen Gemeinschaften wurde Andersen von Ministerpräsident Trygve Bratteli als Hoems Nachfolger erneut Fischereiminister und bekleidete dieses Ministeramt bis zum 18. Oktober 1972.
Hoems Rücktritt hatte allerdings erheblichen Einfluss auf die Volksabstimmung in Norwegen am 24. und 25. September 1972, bei der der Beitritt von 53,5 Prozent der Wähler abgelehnt wurde, und als Folge dieser Niederlage und der offensichtlichen Fehleinschätzung des Wählerwillens zum Rücktritt Brattelis am 7. Oktober 1972 führte. In der Beitrittsdiskussion spielte unter anderem die Frage eine Rolle, ob ein Beitritt den EG-Partnern freien Zugang zu den Fischereigewässern eröffnen würde.
Nach seinem Ausscheiden aus der Regierung war er zwischen 1974 und 1982 Vorstandsvorsitzender der Post (Postverket) und gehörte im Anschluss noch bis 1986 dem Vorstand der Post weiter an.